# Scutigerella seposita
Scutigerella seposita är en mångfotingart som beskrevs av Ulf Scheller 1966. Scutigerella seposita ingår i släktet norddvärgfotingar, och familjen snabbdvärgfotingar. Inga underarter finns listade i Catalogue of Life.